# Дашогуз
Дашогу́з (туркм. Daşoguz) — город на севере Туркменистана, административный центр Дашогузского велаята. Население — 201 142 человек (2022). Третий по численности город в Туркменистане.

## Расположение
Расположен на севере Туркменистана на обоих берегах канала Шават (ирригационное ответвление реки Амударья), является центром Дашогузского велаята страны. Находится в экологически неблагоприятном районе Аральского моря. Расстояние по прямой до столицы Туркменистана г. Ашхабад — 454 км, до г. Балканабад - 540 км, до г. Туркменабад - 432 км, до г. Мары  - 497 км. На юг от города расположены пески Эмеркум. Железнодорожная станция расположена в черте города. Аэропорт расположен в 10 км от города, реконструирован в 2009—2010 годах. Находится в Туранской низменности.  На территории города находится известная жестокими условиями содержания Дашогузская женская колония.

## Этимология названия
Историческое название города — Ташауз или Дашховуз — состоял из двух слов — тюркского «даш, таш» — 'камень' и араб. حوض [ħawḍ]‎ — 'бассейн', и означал «каменный бассейн», что отражало историю возникновения населенного пункта: Ташауз вырос вокруг крепости и караван-сарая с большим колодцем из камня в туркменской части Хорезмского государства.
По современной официальной версии название города происходит от имени огузского племенного объединения «Даш огуз», то есть «Внешние огузы», описанного ещё в эпосе «Деде Коркут». В Средние века древние туркмены-огузы разделялись на два крыла «Ич огуз» («Внутренние огузы») и «Даш огуз» («Внешние огузы»).

## История
Город основан в 1681 году как караван-сарай с большим колодцем из камня, входил в состав Хорезмского государства (Хивинского ханства). В 1873 году Российская Империя предприняла очередное наступление на Хивинское ханство, в результате ханство потерпело поражение, таким образом караван-сарай Ташауз перешёл под протекторат империи. С октября 1924 — в составе Туркменской ССР (с 1925 — окружной центр, в 1939—63 — областной, с 1970 — вновь центр области). Из-за удобного географического расположения Ташауз был неким транзитным центром между Москвой и Душанбе. В советское время город был очень многонациональным (туркмены, узбеки,русские, казахи, татары, корейцы и др), имелись школы с русским языком обучения с сильными педагогами (потомками русских дворян, выселенных Советской властью). В 1999 году город официально сменил название по предложению первого президента страны Сапармурата Ниязова из Ташховуза на — «Дашогуз».

## Климат
- Среднегодовая температура воздуха — +13,5 °C;
- Относительная влажность воздуха — 55,9 %;
- Средняя скорость ветра — 3,9 м/с.

| Показатель                            | Янв. | Фев. | Март | Апр. | Май  | Июнь | Июль | Авг. | Сен. | Окт. | Нояб. | Дек. | Год  |
| ------------------------------------- | ---- | ---- | ---- | ---- | ---- | ---- | ---- | ---- | ---- | ---- | ----- | ---- | ---- |
| Средняя температура, °C               | −2,2 | −0,1 | 5,9  | 15,4 | 21,9 | 27,6 | 29,2 | 26,9 | 20,3 | 12,4 | 4,8   | −0,5 | 13,5 |
| Источник: NASA. База данных RETScreen |      |      |      |      |      |      |      |      |      |      |       |      |      |

## Транспорт
Городской общественный транспорт: муниципальный автобус, маршрутное такси, муниципальное и частное такси. В городе имеется один из старейших аэропортов Туркменистана — «Дашогуз», из которого выполняются внутренние авиарейсы в Ашхабад, Туркменабат, Туркменбаши, Балканабат, Керки и Мары. В советские времена из аэропорта также выполнялись регулярные рейсы в Москву, Ленинград, Уфу, Минеральные Воды, Баку, Ташкент и другие города СССР. Автостанция «Дашогуз» связывает город с районными центрами области, другими областными центрами, а также Ашхабадом.
До 1999 года выполнялись регулярные и удобные автобусные рейсы в города соседнего Каракалпакстана и Хорезма.
В 1994 году было решено о строительстве троллейбусного депо, но оно не построено по неизвестным причинам.
В 1996 году построен железнодорожный вокзал «Дашогуз», который является самым крупным и современным не только в Туркменистане, но и в регионе Приаралья.

## Промышленность
В городе имеются заводы и фабрики: хлопкоочистительный, маслоэкспеллерный, текстильный, пивоваренный, масло-молочный, по ремонту сельскохозяйственных машин, стройматериалов, опытный железобетонных изделий; мясокомбинат, комбинат хлебопродуктов (П/О «Дашогузгаллаонумлери»); ковровая, новая швейная, кондитерская фабрики. Имеются сельскохозяйственный техникум, медицинское и педагогическое училища, училище искусств, ряд профессиональных училищ, музыкально-драматический театр имени Нурмухаммеда Андалиба. Построен современный ипподром и новый современный Сельскохозяйственный институт. В городе имеются два стадиона на 5 и новый 12 тыс. мест. Город хорошо озеленён, прорезан многочисленными арыками. Каналом Шават делится на Северную и Южную части.
Со времён СССР хорошо известны в регионе базары Дашогуза, где царит изобилие. Самый большой из них «Бай-Базар», находится в центральной части города, «Шор-Базар» на северо-востоке, «Ныгмат» — в микрорайоне «Центр-2», «Ак-Базар» в микрорайоне Новруз — на востоке и другие.

## Религиозные организации
В период перестройки в городе была построена мечеть. Имеется также православный храм, который построен в 2010 году в юго-восточной части города.

## Отдых и туризм
В последнее время в регионе наблюдается большой поток туристов из разных стран. Основной интерес представляет Кёнеургенч — один из древнейших городов Туркменистана, который с XI по XIII век был столицей крупной средневековой империи — Государства Хорезмшахов, а также центром Хорезма вплоть до XVI века. Также очень интересна флора и фауна Дашогузского велаята. Много рыбы и дичи, популярна охота и рыбалка.

## Периодика
В городе выходит единственная в области газета «Дашогуз хабарлары» (в переводе с туркменского «Дашогузские вести»). До 1997 года регулярно выходили областные газеты «Ташаузская правда» (с 1992 года — «Дашховузская правда») и «Дустлик байроги» («Знамя дружбы», на узбекском языке). Имеется оснащённая новейшим оборудованием типография.

## Сотовая связь и интернет
В городе работает один оператор сотовой связи: TMcell (Алтын Асыр) — национальная компания, начавшая работать c 2007 года. Есть ещё интернет кафе, где можно пользоваться высокоскоростным интернетом.

## Хяким
- Тойлыев, Аман Озбекович

## Известные люди
- Ханджанов Кульмет Аманович (р. 1921) — Член КПСС с 1943 года, депутат при ЦК КПСС. Награды: Награждён Орденом «Трудового Красного Знамени», Орденом славы 3-й степени, 14-ю медалями Великой Отечественной войны и двумя почётными грамотами Президиума Верховного Совета ТССР. Участник Великой Отечественной войны. Скончался 1979 году.
- Беки Сейтаков, туркменский советский прозаик, поэт, журналист, переводчик, редактор. Общественно-политический деятель. Народный писатель Туркменистана (1967).
- Джунаид-хан, правитель Государства Хорезм c 1918 по 1920 годы, один из руководителей басмаческого движения в Хорезме.
- Балыш Овезович Овезов, Председатель Совета Министров Туркменской ССР в 1951—1958 и 1959—1960. Первый секретарь ЦК Компартии Туркменской ССР.
- Сапардурды Тойлыев, туркменский политический деятель, президент Академии наук Туркменистана.
- Ягшигельды Ильясович Какаев, туркменский государственный деятель. В 2021 году Международному университету нефти и газа присвоено имя политического и общественного деятеля Какаева Ягшигельды. Умер в 2020 году.
- Юлий Ким, советский, российский бард, поэт, драматург, композитор.
- Гаврилов Михаил Михаилович, педагог, баскетболист, общественный деятель.
- Бабамурад Хамдамов, заслуженный артист Туркменистана, Узбекистана, Каракалпакской АССР.
- Сарджаев, Батыр Курбанович, туркменский государственный деятель.
- Хакимов Хамид Махмудович, родился в 1948 году. Кандидат исторических наук, заслуженный учитель Туркменистана. Известный педагог, общественный деятель. Внёс значительный вклад в систему школьного образования Туркменистана. Награждён медалью «За любовь к Отечеству» (Туркменистан).
- Джумабаева, Юлдуз, туркменская тяжелоатлетка. Чемпионка мира 2018 года и бронзовый призёр чемпионата Азии 2017 года. Многократная чемпионка Туркменистана. Мастер спорта Туркменистана.

### В городе родились
- Давлетбай Ходжабаев (1931—2019) — артист цирка, наездник-джигит, Народный артист СССР (1985).
- Матякуб Кошчанов (1918—2005) — доктор филологических наук, академик Академии наук Узбекистана.
- Батыр Овезов (1939—2007) — доктор технических наук, профессор, заслуженный деятель науки и техники Туркменистана.
- Аманов, Месген — туркменский шахматист, гроссмейстер (2009).
- Какаджанов Владимир Дурдыевич (р. 1953) — известный каменщик 3-го разряда, в годы «перестройки» крупнейший предприниматель и меценат города.